# Xanomelin/chlorid trospia
Xanomelin/chlorid trospia, prodávaná pod obchodním názvem Cobenfy, je léčivá fixní kombinace používaná k léčbě schizofrenie. Obsahuje xanomelin (muskarinový agonista) a chlorid trospia (muskarinový antagonista). Xanomelin působí preferenčně na muskarinové receptory M4 a M1, zatímco chlorid trospia představuje neselektivní muskarinový antagonista.
Nejčastější nežádoucí účinky kombinace xanomelin/chlorid trospia zahrnují nevolnost, trávicí potíže jako je dyspepsie, zácpa a průjem, a také zvracení. Mezi další hlášené účinky patří hypertenze, bolesti břicha, tachykardie (zrychlení srdečního rytmu), závratě a gastroezofageální reflux.
V září 2024 bylo jeho lékařské použití schváleno ve Spojených státech. Jde o první antipsychotikum schválené americkým Úřadem pro kontrolu potravin a léčiv (FDA) pro léčbu schizofrenie, které působí na cholinergní receptory, na rozdíl od tradičních antipsychotik cílících primárně na dopaminové receptory, dlouho považované za terapeutický standard. FDA jej klasifikuje jako lék první třídy.

## Indikace
Xanomelin/chlorid trospia je indikován k léčbě schizofrenie u dospělých. Pro tuto indikaci byl schválen FDA v září 2024. Bezpečnost a účinnost tohoto léku u dětí není stanovena.

## Nežádoucí účinky
Informace o předepisování od amerického Úřadu pro kontrolu potravin a léčiv (FDA) týkající se této kombinace varují před rizikem retence moči, zrychlení srdečního rytmu, snížení žaludeční motility a také angioedému, který se může projevit otokem obličeje a rtů.
Nejčastější vedlejší účinky přípravku Cobenfy (xanomelin-trospium) pozorované během klinických studií se týkají především gastrointestinálního systému, včetně nevolnosti (17-19,2 %), zvracení (9-16 %), zácpy (12,8-17 %), dyspepsie (9-16 %) a epizod průjmu. Mezi další často hlášené účinky patří sucho v ústech (9 %), hypertenze, bolesti břicha, zrychlení srdečního rytmu (tachykardie), závratě a pálení žáhy (gastroezofageální reflux). Tyto nežádoucí účinky byly obecně mírné až střední intenzity, objevovaly se hlavně během prvních dvou týdnů léčby a měly tendenci se časem zmírňovat.
Méně časté, ale potenciálně závažné nežádoucí účinky zahrnují, kromě již zmíněných, ortostatickou hypotenzi a účinky na centrální nervový systém, jako je zmatenost. Přípravek Cobenfy může také představovat riziko u osob s jaterními nebo ledvinovými onemocněními, onemocněním žlučových cest a žlučníku, a může zvyšovat riziko glaukomu s uzavřeným úhlem. Ve vzácných případech může vyvolat závažné alergické reakce projevující se formou angioedému. Je třeba poznamenat, že přípravek Cobenfy vykazoval podobnou frekvenci extrapyramidových příznaků ve srovnání s placebem (2 % vs. méně než 1 %) a v dlouhodobých studiích nezpůsobil významný přírůstek hmotnosti ani metabolické změny, přičemž 65 % pacientů zaznamenalo úbytek hmotnosti během 52 týdnů.

## Mechanismus účinku
Preklinická data naznačují, že centrální mechanismus účinku xanomelinu je primárně vyvolán stimulací muskarinových receptorů M4 a M1 v mozku. Muskarinové receptory M4 jsou převážně exprimovány ve středním mozku, oblasti regulující motorické plánování, činnost, rozhodování, motivaci, posilování a vnímání odměn. Muskarinové receptory M1 se nacházejí hlavně v kortikálních oblastech mozku, které se podílejí na vyšších kognitivních procesech, jako je řeč, paměť, uvažování, myšlení, učení, rozhodování, emoce, inteligence a osobnost. Na rozdíl od antipsychotik, která přímo blokují dopaminové receptory D2 a serotoninové receptory 5-HT2A, stimulace receptorů M4 a M1 nepřímo obnovuje rovnováhu dopaminergních a glutamátergních obvodů zapojených do symptomů neurologických a neuropsychiatrických poruch, jako je schizofrenie a Alzheimerova choroba. Podle předklinických farmakologických a genetických studií se zdá, že receptory M4 ovlivňují jak psychotické, tak kognitivní příznaky, zatímco receptory M1 modulují především kognitivní symptomy a zároveň mírněji regulují psychotické projevy.
Chlorid trospia je neselektivní muskarinový antagonista, který nepřekonává hematoencefalickou bariéru. Díky tomu je schopen potlačit periferní vedlejší účinky xanomelinu způsobené aktivací receptorů M4 a M1, aniž by ovlivňoval centrální nervový systém.

## Historie
Kombinace xanomelin/chlorid trospia byla poprvé syntetizována díky spolupráci farmaceutických společností Eli Lilly a Novo Nordisk s cílem zpomalit pokles kognitivních funkcí u pacientů s Alzheimerovou chorobou. Během studie fáze II bylo u pacientů s Alzheimerovou chorobou pozorováno významné zlepšení kognice doprovázené překvapivým snížením psychotických příznaků. V následné placebem kontrolované studii u účastníků se schizofrenií rezistentní na léčbu byla zaznamenána srovnatelná antipsychotická aktivita u xanomelinu. Nicméně vedlejší účinky související s cholinergní aktivitou zpomalily vývoj xanomelinu ve studiích fáze III.
Kombinace xanomelin/chlorid trospia byla licencována společnosti Karuna Therapeutics v roce 2012, přičemž přípravek KarXT byl následně vyvinut jako kombinovaná formulace s přidáním trospia. Trospium představuje neselektivní blokátor muskarinových receptorů, který neproniká do mozku a dokáže snížit periferní vedlejší účinky xanomelinu. V placebem kontrolované klinické studii fáze II provedené v roce 2021 přípravek KarXT splnil primární hodnotící kritérium. V březnu 2023 společnost Karuna Therapeutics oznámila, že KarXT uspěl v primárním kritériu ve studii fáze III EMERGENT-3, a podala lék ke schválení americkému Úřadu pro kontrolu potravin a léčiv (FDA). V listopadu 2023 FDA zahájila přezkum a stanovila předpokládané datum schválení (PDUFA datum podle zákona o poplatcích za předpisové léky) na září 2024.
Účinnost kombinace xanomelin/chlorid trospia v léčbě schizofrenie u dospělých byla zkoumána ve dvou studiích s identickým designem. Studie 1 (NCT04659161) a studie 2 (NCT04738123) byly pětitýdenní multicentrické, randomizované, dvojitě zaslepené a placebem kontrolované studie provedené u dospělých s diagnózou schizofrenie podle kritérií DSM-5. Primárním hodnotícím kritériem účinnosti byla změna oproti výchozí hodnotě celkového skóre škály pozitivních a negativních syndromů (PANSS) v 5. týdnu. PANSS je 30položková škála měřící příznaky schizofrenie. Každá položka je hodnocena klinickým pracovníkem na sedmibodové škále. V obou studiích účastníci léčení kombinací xanomelin/chlorid trospia vykázali mezi začátkem studie a 5. týdnem významné snížení příznaků měřené celkovým skóre PANSS ve srovnání s placebovou skupinou. FDA schválila přípravek Cobenfy společnosti Bristol-Myers Squibb.

## Společnost a kultura

### Právní statut
Kombinace xanomelin/chlorid trospia byla schválena pro lékařské použití ve Spojených státech v září 2024.

### Ekonomie
V roce 2024 společnost Bristol Myers Squibb koupila společnost Karuna Therapeutics za 14 miliard dolarů. Bristol Myers Squibb stanovil velkoobchodní cenu kombinace na 1 850 $ měsíčně.

## Výzkum

### Injekční forma s prodlouženým účinkem
Injekční forma s prodlouženým uvolňováním (LAI) kombinace xanomelin/chlorid trospia je aktuálně ve vývoji pro léčbu schizofrenie. Je vyvíjena společností Terran Biosciences pod vývojovým kódem TerXT nebo TerXT-LAI. Formulace zahrnuje prodrogu xanomelinu a prodrogu chloridu trospia a měla by poskytovat účinek po dobu několika měsíců. V květnu 2024 se TerXT nacházel ve fázi předklinického vývoje.

### Vnější odkazy
- Klinická studie NCT04659161 nazvaná: A Study to Assess Efficacy and Safety of KarXT in Acutely Psychotic Hospitalized Adult Patients With Schizophrenia (EMERGENT-2) na webu ClinicalTrials.gov (anglicky).
- Klinická studie NCT04738123 nazvaná: A Study to Assess Efficacy and Safety of KarXT in Acutely Psychotic Hospitalized Adult Patients With Schizophrenia (EMERGENT-3) na webu ClinicalTrials.gov (anglicky).